# Domaniža
Domaniža (ungarisch Demény – bis 1902 Domanizs) ist ein Ort und eine Gemeinde in der Nordwestslowakei mit 1644 Einwohnern (Stand 31. Dezember 2024) und gehört zum Okres Považská Bystrica, Teil des Trenčiansky kraj.

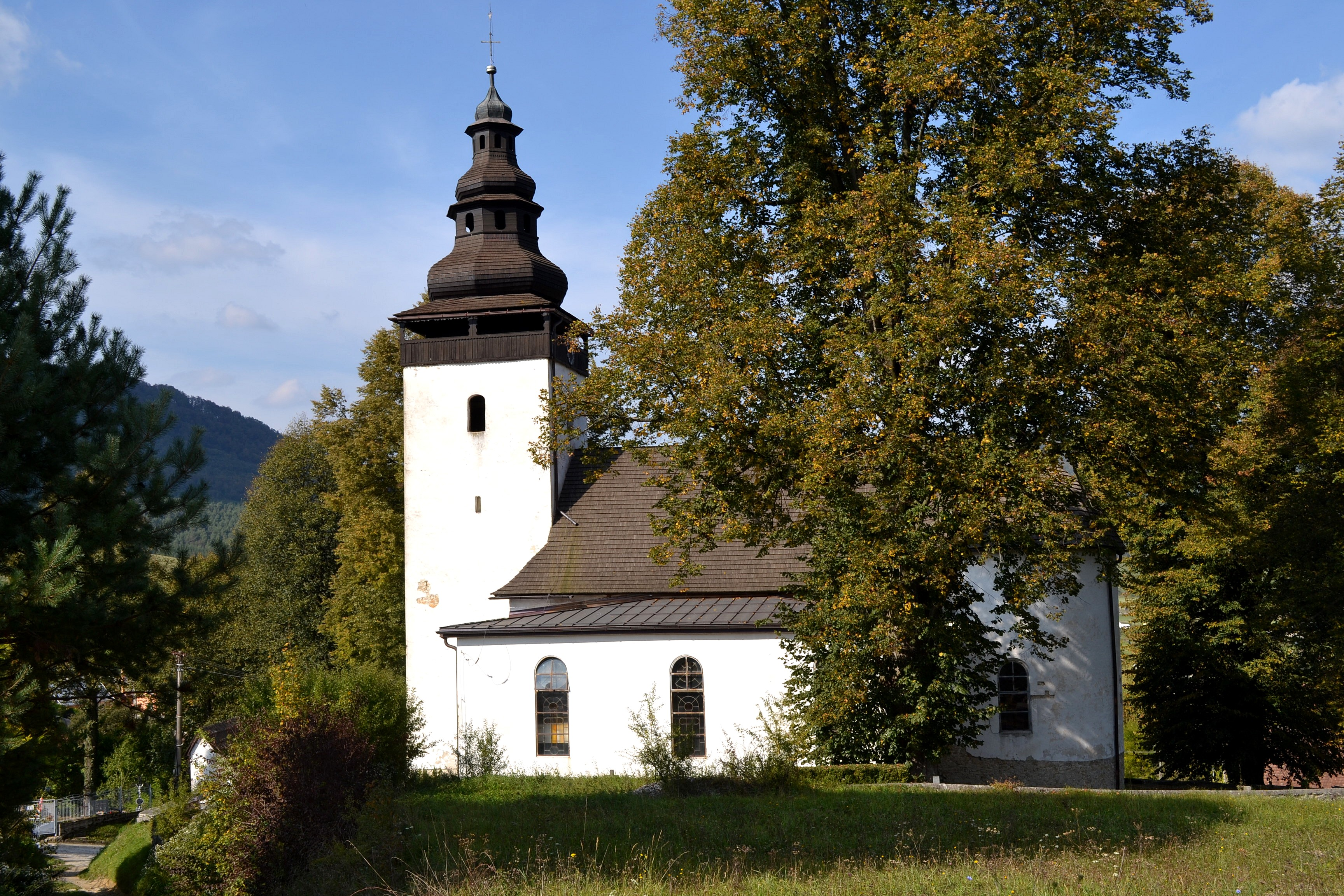

## Geographie
Die Gemeinde liegt zwischen den Gebirgszügen Strážovské vrchy im Südwesten und Súľovské vrchy im Norden, in einem kleinen Talkessel am Bach Domanižanka, einem linken Zufluss der Waag. Das Ortszentrum liegt auf einer Höhe von 391 m n.m. Domaniža ist über die Landesstraße 517 zu erreichen und ist 11 Kilometer von Rajec sowie 13 Kilometer von Považská Bystrica entfernt.
Neben dem Hauptort umfasst die Gemeinde auch den Gemeindeteil Kardošova Vieska (ungarisch Kardos), welcher 1974 eingemeindet wurde. Bereits seit 1902 ist die Ortslage Domanižská Lehota (ungarisch Domanizslehota) zum Hauptort eingemeindet worden.

## Geschichte
Der Ort wurde zum ersten Mal 1268 als Domanysa schriftlich erwähnt. Dort wird bereits eine Pfarrei und ein Priester erwähnt. Zugleich sollte es eine Burg unweit des Ortes geben, es gibt jedoch keine schriftlichen Urkunden zu deren Existenz. 1559 erhielt Domaniža das Recht, Wochenmärkte und zwei Jahrmärkte zu veranstalten und somit wurde de facto zu einem Marktflecken. Die Hauptbeschäftigung war Landwirtschaft, daneben gab es zwei Sägen, zwei Brennereien sowie Webereien.

## Bevölkerung
| Jahr:                | 1994. | 2004.   | 2014.   | 2024.   |
| -------------------- | ----- | ------- | ------- | ------- |
| Anzahl der Personen: | 1533  | 1487    | 1513    | 1644    |
| Unterschied:         |       | -3,00 % | +1,74 % | +8,65 % |

| Jahr:                | 2023. | 2024.   |
| -------------------- | ----- | ------- |
| Anzahl der Personen: | 1638  | 1644    |
| Unterschied:         |       | +0,36 % |

## Sehenswürdigkeiten
- Römisch-katholische Nikolaus-Kirche, ursprünglich im romanischen Stil erbaut, inmitten eines alten Friedhofs